# 亚得里亚星
亚得里亚（143 Adria）是第143颗被人类发现的小行星，于1875年2月23日发现，以亚得里亚海命名。亚得里亚的直径为89.9千米，质量为7.6×1017千克，公转周期为1677.083天。
該小行星以地中海中的亞得里亞海命名。